# Craugastor glaucus
Craugastor glaucus is een kikker uit de familie Craugastoridae. De soort werd voor het eerst wetenschappelijk beschreven door John Douglas Lynch in 1967. Oorspronkelijk werd de wetenschappelijke naam Eleutherodactylus glaucus gebruikt. De soortaanduiding glaucus betekent vrij vertaald 'blauwgrijs'.
De soort is endemisch in Mexico. Craugastor glaucus wordt bedreigd door het verlies van habitat.